# Bromheadia robusta
Bromheadia robusta là một loài thực vật có hoa trong họ Lan. Loài này được Kruiz. & de Vogel mô tả khoa học đầu tiên năm 1997.